# Cryptogeobius crassipes
Cryptogeobius crassipes is een hooiwagen uit de familie Gonyleptidae.